# Dieskau
Dieskau is een plaats en voormalige gemeente in de Duitse deelstaat Saksen-Anhalt, en maakt deel uit van de Landkreis Saalekreis.

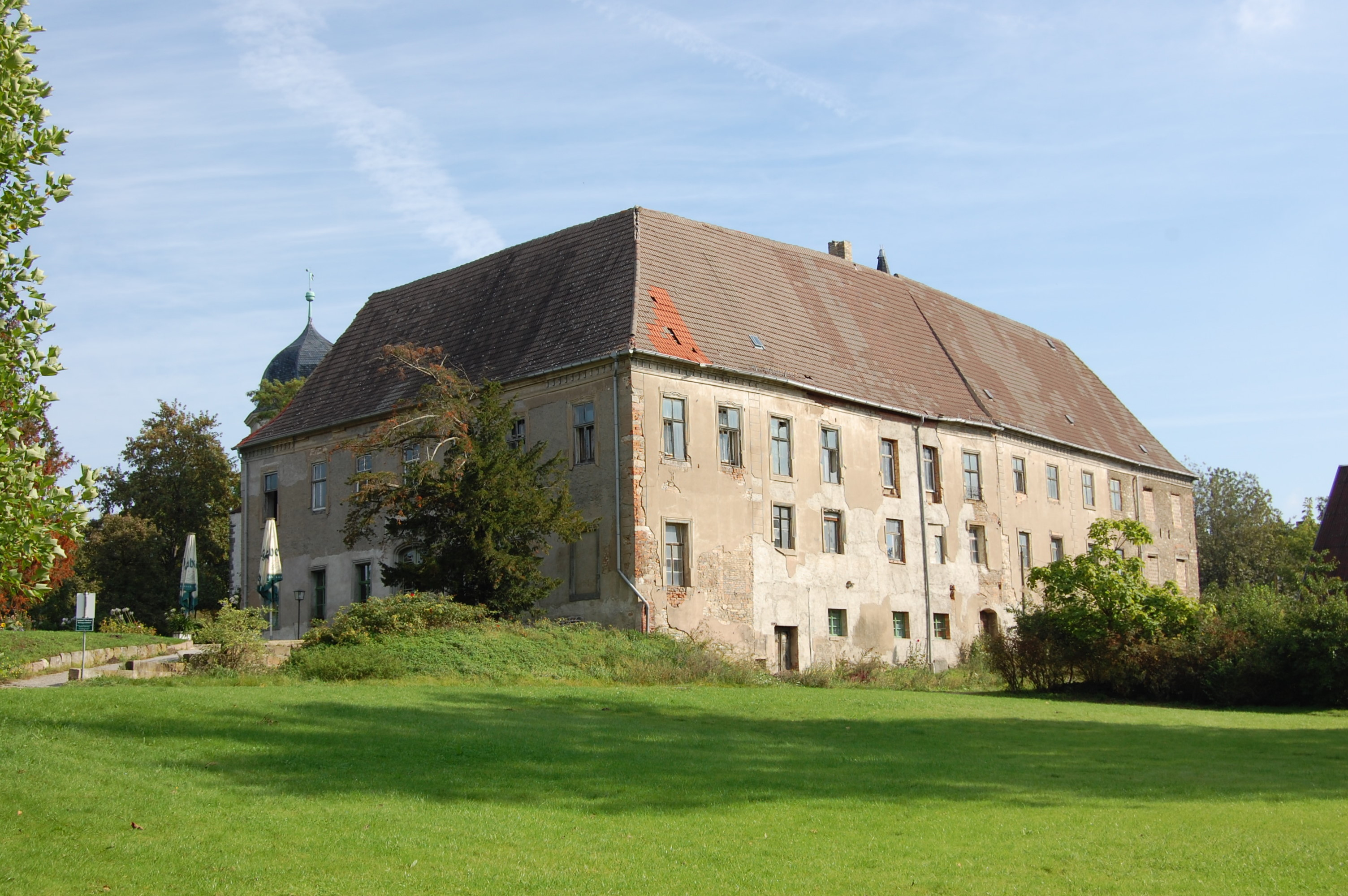
Slot

Dieskau telt 1.671 inwoners.